# ルキウス・コルネリウス・キンナ
ルキウス・コルネリウス・キンナ（ラテン語: Lucius Cornelius Cinna, 紀元前132年頃 - 紀元前84年）は、共和政ローマの政務官。ガイウス・マリウスと共にマリウス派、もしくはマリウス・キンナ派(キンナ派)と呼ばれ、スッラ派と紀元前80年代の内乱を繰り広げ、スッラの不在中ローマを支配した。

## 経歴

### 早期のキャリア
ウィッリウス法の制限から逆算して、恐らく紀元前90年までにプラエトルを務めたと考えられる。
同盟市戦争中の紀元前89年頃から、恐らくストラボの下でレガトゥスを務めた。彼がメテッルス・ピウスと共に幾度かマルシ人に勝利し、講和させた記録が残っている

### 一度目の執政官
紀元前87年、スッラは民衆の反応を気にして、彼に反対していたキンナに自分の政策を継続させることを誓約させ、執政官に選出することを許可した。キンナは石を持って宣誓し、この誓いを破ればこのようにローマを追放されるであろうと言って石を壇上から投げ捨てた。しかし就任するとすぐに護民官ウィルギニウスにスッラを告発させた。スッラはそれを無視して第一次ミトリダテス戦争に向かった。
同盟市戦争の結果、ポー川以南の全ての自由人にローマ市民権が与えらることになったが、彼らをどのトリブス（選挙区）に登録するか、まだ未解決であった。キンナは彼ら新市民を全35トリブスに登録する法案（Rogatio Cornelia de novis civibus）を提出し、このため同僚執政官のグナエウス・オクタウィウスと争うことになった。また、マリウスを亡命から呼び戻す法（Lex Cornelia de exulibus revocandis）を通過させたが、キンナを支持する新市民と、オクタウィウスを支持する旧市民との間で乱闘となった。オクタウィウスは兵を率いてこれを制圧し、キンナはローマを追放された。元老院は彼を解任し、補充執政官としてメルラが選出された。これは法的には若干問題があり、キケロも、この後のキンナの行動に合法性はあったかもしれないと評している。

#### ローマ進軍
「市民諸君、私の権限は諸君から授かったものであり、これは市民達の投票により承認された結果である。にも拘らず元老院は諸君らに諮る事無くその権限を剥奪した。その愚挙に私は苦しみ、諸君らのために憤ってもいる。果たしてこれからの民会でトリブスの意志が省みられるだろうか？今の我々に必要なものとは何か？もし諸君らが自分達の授けた権限についてその目で確かめる事が出来ず、それが覆されるのならば民会、投票、執政官の選出において今後諸君らの権利が保証されると確信できるだろうか？」

ーアッピアノス『内乱史』1.65
ローマを逃れたキンナは奴隷に自由を約束して味方に付けようとしたが失敗したため、最近市民権を得たティブルやプラエネステで支持を呼びかけ、クィントゥス・セルトリウスらが加わった。ティブルやプラエネステはラテン人の独立都市で、過去ラティウム同盟としてローマと戦ったことはあるものの、紀元前4世紀に敗北してからはローマの近隣都市として栄え、同盟市戦争でも親ローマを貫いていた。アッピアノスによれば、彼はカプアに駐屯する軍の前で衣服を脱ぎ捨て身を投げ出して元老院の違法性を訴えたため、兵たちは彼をセラ・クルリス（高位政務官の座る象牙の床几椅子）に座らせ、ファスケス（執政官の指揮権を示す斧）を掲げ、彼に忠誠を誓ったという。キンナは同盟市を回り、彼らのためにトリブスに登録しようとしたから解任されたのだと訴えて支援を集め、同調する元老院議員たちも合流した。一方オクタウィウスはアドリア海側にいたストラボを呼び戻し、ローマの守りを固めていた。
リウィウスの概略によれば、ノラを包囲していたプルケル指揮下の軍を買収すると、北アフリカからマリウスを呼び戻し、ローマへ進軍した。執政官側の対応の遅れで彼らは優位に立ち、カルボらに軍団を指揮させローマを包囲した。このノラ攻囲軍はスッラが率いた6個軍団のうちの一つでプルケルに預けたものであった。マリウスはエトルリアを回って6000人を集め、キンナに合流した。オクタウィウスは同盟市戦争で最後まで抵抗していたサムニウムと戦うメテッルス・ピウスに和睦を命じ、救援に来るよう要求したが、ピウスはサムニウム側の条件を拒否したため、マリウスは条件を全て飲むことを約束してサムニウムを味方につけた。マリウス・キンナ軍はヤニクルムを攻撃したがオクタウィウスとストラボに敗北した。このときストラボ陣営に落雷がありストラボを含む幾人かが感電死したとされるが、ストラボの死因は病死だったとも考えられている。マリウス・キンナ軍はおよそ15万、オクタウィウス陣営はおよそ6万と推測され、サムニウム人は市民権を要求したようである。
マリウスはローマを兵糧攻めにし、周辺の植民市を次々と陥落させたため、元老院は虐殺を行わないことを条件に降伏を申し出、それを伝える使者に対してキンナは執政官の証であるセラ・クルリスに座してローマ市民の安全を約束したが、それを保証する宣誓は拒否し、ローマ入城後オクタウィウスを殺害してその首を検分した後、ロストラに晒した。マリウスとキンナはローマを略奪し、アントニウス・オラトルやカエサル兄弟ら反対派を粛正していった。そしてマリウスとキンナは選挙なしで翌年の執政官に就任した。紀元前88年に制定されたスッラのコルネリウス法は全て覆され、スッラ派を死刑にし、スッラの財産を没収して彼を国家の敵とした。

### 二度目以降の執政官
「恐怖政治と共に専制政治が幕を開けた。キンナは4年(前87-前84年)連続で執政官の地位にあったばかりか、市民達を無視して都度自身と同僚をその任に就けた。それはまるでこの民主政支持者達が最高決定権を有する民会を明確な侮蔑によって隅に追いやったかのようであった。後にも先にも、イタリアでにせよ多くの属州でにせよ、キンナ程長期的な揺るぎない絶対的かつ安定的な権力を得た民衆派指導者は存在しなかった。」

ーモムゼン『ローマの歴史』4.9
護民官をタルペーイアの岩から落として処刑させたり、カトゥルスに死を命じたマリウスだったが、紀元前86年1月13日に死去した。彼は国家を救い、同じくらい国を損ねたと書かれている。彼の補充執政官として2月5日にフラックスが選出された。フラックスはマリウスの後任としてミトリダテス戦争へと向かったが、彼の横柄な態度は部下に憎まれ、レガトゥスのフィンブリアに殺害され指揮権を奪われた。
その翌年の紀元前85年もキンナは執政官を務める。同僚はカルボであった。ミトリダテス戦争も大詰めとなり、彼らはスッラの帰還に備えて軍備を進めていた。プリンケプス・セナトゥスのフラックス（先のフラックスのいとこか）は、スッラに使者を送り和平の道を探ろうとしていたが、翌紀元前84年、キンナはついにスッラ攻撃を決定する。彼は嫌がる兵たちを無理矢理船に乗せ出陣させようとしたが、兵たちに殺された。このときもキンナは、新市民たちに対し、彼らの代弁者たるを強調して支援を訴えていた。キンナは冬の荒れるアドリア海を渡航しイリュリアへ向かうよう命令しており、元同僚たちと戦うことを嫌がる兵たちはアンコーナで暴動を起こしていた。その中での落命であり、一説には自身を捕らえた百人隊長に執政官の指輪を差し出して命乞いをしたが聞き入れられずに殺害されたともいう。
残されたカルボは全イタリアの都市から人質の供出を要求したという。ローマを目指すスッラやそれに合流するグナエウス・ポンペイウスらとカルボは戦うことになる。

## 評価
「キンナの個人的資質や元々の目指す所に関しては、ローマ革命で活動した他の派閥指導者達程、明瞭には分かっていない。その理由は明らかに、俗物的で下等な自己中心的信条を旨とした事により満足な政治的展望を元から考慮していなかった事にあったと言わざるを得ないだろう。」

ーモムゼン『ローマの歴史』4.9
モムゼンは低俗で利己的かつ政治的な信念に欠ける人物として評価し、これまで独裁者としての悪名が高かったキンナであるが、近年再評価が進んでおり、その手腕を高く評価する学者もいる。また、イタリア統一におけるカエサルやアウグストゥスの先駆者とも考えられている。一方で従来マリウスが主導したとされる粛清において積極的な役割を示した可能性も指摘されている。

### 新市民のトリブス登録問題
キンナがローマを支配していた紀元前86年、ケンスス（国勢調査）が行われている。このケンススで、各市民は資産の場所によって各トリブスに登録され、資産の額によってケントゥリア民会におけるクラシス（階級）が決定される。リウィウスの概略には、紀元前87年に元老院は全イタリア人に市民権を与えたとされている。これについて、紀元前89年にルキウス・カエサルによってユリウス法が通過した後に降伏した人々に対しても、キンナ派に寝返らないよう市民権が付与されたのではないかとも考えられており、キンナのローマ支配以降、約束に基づいてサムニウムにも市民権が与えられた可能性はある。ただ、前86年のケンスス時点での市民数は約46万人、前回紀元前115年のケンススから7万人しか増えていない。これについては、ケンススは地方都市で行い、その結果をローマで集計することになっており、この集計が間に合わなかったのではないかと推測されている。新市民のトリブス問題は前87年もしくは前84年に解決したと考えられており、キンナは同盟市戦争の結果生じたこの問題に少なくとも真面目に取り組んでいたと言える。

## 家族
キンナ家では紀元前127年に最初の執政官を出しており、キンナと同名のこの執政官が恐らく父親と思われる。キンナの娘コルネリアはガイウス・ユリウス・カエサルの妻となり、彼女との間にはカエサル唯一の公式な実子であるユリアが生まれている。